# Rhabdomastix ioogoon
Rhabdomastix ioogoon är en tvåvingeart som beskrevs av Alexander 1948. Rhabdomastix ioogoon ingår i släktet Rhabdomastix och familjen småharkrankar. Inga underarter finns listade i Catalogue of Life.